# المناظر

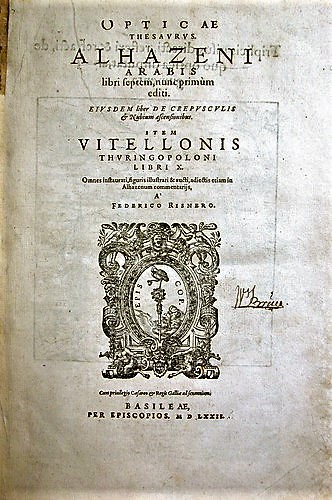
جلد نسخه انگلیسی کتاب المناظر در دانشگاه اکلاهما

المناظر (عربی: كتاب المناظر، انگلیسی: The Book of Optics) یکی از مهم‌ترین آثار ابن هیثم دانشمند، فیزیک‌دان و نورشناس مسلمان قرن دهم میلادی (سده چهارم قمری) است که در ۷ مقاله در مورد نورشناسی نوشته شده‌است. این کتاب در سده هشتم قمری (چهاردهم میلادی) توسط کمال‌الدین فارسی شرح داده می‌شود و آن را انتشار می‌دهد و شرحی که بر این کتاب می‌نویسد را «تنقیح المناظر لذوی الالباب و البصائر» می‌نامد. سال ۲۰۱۵ به‌مناسبت بزرگداشت هزارمین سال انتشار این کتاب، توسط سازمان ملل متحد به نام سال جهانی نور نامگذاری شده‌است.